# A-Junioren-Bundesliga 2003/04
2003/04 ging die neu gegründete A-Junioren-Bundesliga in ihre erste Saison. Sie wurde in drei Staffeln gespielt.
Am Saisonende spielten die drei Staffelsieger sowie der Vizemeister der Staffel Süd/Südwest um die deutsche Meisterschaft. Die Halbfinals wurden in Hin- und Rückspiel, das Finale in einem Spiel ausgetragen.
Die drei letztplatzierten Mannschaften der drei Staffeln stiegen in die Regionalligen ab.
Deutscher A-Juniorenmeister wurde der FC Bayern München, der sich im Finale gegen den VfL Bochum mit 3:0 durchsetzen konnte.

## Nord/Nordost
| Pl. | Verein                 | Sp. | Tore   | Punkte |
| --- | ---------------------- | --- | ------ | ------ |
| 01. | Hannover 96            | 26  | 73:29  | 59     |
| 02. | Hertha BSC             | 26  | 60:29  | 56     |
| 03. | Werder Bremen          | 26  | 65:37  | 51     |
| 04. | FC Carl Zeiss Jena     | 26  | 62:35  | 51     |
| 05. | Hansa Rostock          | 26  | 49:43  | 43     |
| 06. | VfL Wolfsburg          | 26  | 57:35  | 42     |
| 07. | Hamburger SV           | 26  | 39:47  | 40     |
| 08. | Tennis Borussia Berlin | 26  | 62:42  | 38     |
| 09. | FC St. Pauli           | 26  | 42:56  | 31     |
| 10. | Tasmania Gropiusstadt  | 26  | 40:56  | 31     |
| 11. | FV Dresden-Nord        | 26  | 31:36  | 28     |
| 12. | VfB Leipzig            | 26  | 31:43  | 27     |
| 13. | VfL Osnabrück          | 26  | 26:59  | 20     |
| 14. | FC Union 60 Bremen     | 26  | 21:111 | 01     |

### Torschützenliste
|    |             | Spieler          | Verein                 | Tore |
| -- | ----------- | ---------------- | ---------------------- | ---- |
| 1. | Albanien    | Besart Berisha   | Tennis Borussia Berlin | 20   |
| 2. | Turkei      | Sezai Demircan   | Hannover 96            | 18   |
| 2. | Deutschland | Sascha Schrödter | Hertha BSC             | 18   |
| 4. | Deutschland | Fabian Montabell | Hannover 96            | 16   |
| 5. | Deutschland | Aaron Hunt       | Werder Bremen          | 15   |

## West
| Pl. | Verein                   | Sp. | Tore  | Punkte |
| --- | ------------------------ | --- | ----- | ------ |
| 01. | VfL Bochum               | 26  | 76:16 | 64     |
| 02. | 1. FC Köln               | 26  | 77:25 | 62     |
| 03. | Borussia Dortmund        | 26  | 77:31 | 53     |
| 04. | FC Schalke 04            | 26  | 47:23 | 46     |
| 05. | Bayer 04 Leverkusen      | 26  | 76:46 | 44     |
| 06. | SG Wattenscheid 09       | 26  | 44:35 | 41     |
| 07. | Borussia Mönchengladbach | 26  | 62:60 | 39     |
| 08. | Rot-Weiss Essen          | 26  | 43:54 | 33     |
| 09. | Fortuna Düsseldorf       | 26  | 37:60 | 33     |
| 10. | Arminia Bielefeld        | 26  | 48:61 | 27     |
| 11. | Alemannia Aachen         | 26  | 40:57 | 27     |
| 12. | SCB Viktoria Köln        | 26  | 40:82 | 20     |
| 13. | KFC Uerdingen 05         | 26  | 27:96 | 12     |
| 14. | SC Paderborn 07          | 26  | 25:73 | 11     |

### Torschützenliste
|    |             | Spieler           | Verein                   | Tore |
| -- | ----------- | ----------------- | ------------------------ | ---- |
| 1. | Deutschland | Mustafa Kučuković | VfL Bochum               | 25   |
| 2. | Deutschland | René Schnitzler   | Borussia Mönchengladbach | 17   |
| 3. | Italien     | Massimo Ornatelli | Borussia Dortmund        | 15   |
| 4. | Tunesien    | Sami Allagui      | Alemannia Aachen         | 14   |
| 4. | Deutschland | Marcel Reichwein  | Bayer 04 Leverkusen      | 14   |

## Süd/Südwest
| Pl. | Verein               | Sp. | S  | U | N  | Tore    | Diff. | Punkte |
| --- | -------------------- | --- | -- | - | -- | ------- | ----- | ------ |
| 1.  | FC Bayern München    | 26  | 22 | 1 | 3  | 084:300 | +54   | 67     |
| 2.  | SpVgg Greuther Fürth | 26  | 18 | 4 | 4  | 055:240 | +31   | 58     |
| 3.  | TSV 1860 München     | 26  | 14 | 7 | 5  | 051:260 | +25   | 49     |
| 4.  | VfB Stuttgart        | 26  | 14 | 4 | 8  | 064:320 | +32   | 46     |
| 5.  | SC Freiburg          | 26  | 13 | 5 | 8  | 065:310 | +34   | 44     |
| 6.  | Eintracht Frankfurt  | 26  | 14 | 2 | 10 | 042:410 | +1    | 44     |
| 7.  | 1. FC Kaiserslautern | 26  | 12 | 6 | 8  | 046:290 | +17   | 42     |
| 8.  | 1. FSV Mainz 05      | 26  | 11 | 3 | 12 | 044:440 | ±0    | 36     |
| 9.  | 1. FC Nürnberg       | 26  | 10 | 4 | 12 | 048:420 | +6    | 34     |
| 10. | Stuttgarter Kickers  | 26  | 10 | 4 | 12 | 039:410 | −2    | 34     |
| 11. | SSV Ulm 1846         | 26  | 6  | 4 | 16 | 037:450 | −8    | 22     |
| 12. | 1. FC Saarbrücken    | 26  | 7  | 1 | 18 | 032:780 | −46   | 22     |
| 13. | Kickers Offenbach    | 26  | 4  | 4 | 18 | 021:830 | −62   | 16     |
| 14. | KSV Baunatal         | 26  | 2  | 1 | 23 | 019:101 | −82   | 07     |

### Torschützenliste
|    |             | Spieler      | Verein               | Tore |
| -- | ----------- | ------------ | -------------------- | ---- |
| 1. | Slowenien   | Borut Semler | FC Bayern München    | 30   |
| 2. | Deutschland | Marc Hiemer  | 1. FSV Mainz 05      | 15   |
| 3. | Deutschland | Mario Gómez  | VfB Stuttgart        | 14   |
| 3. | Deutschland | Markus Karl  | SpVgg Greuther Fürth | 14   |
| 4. | Deutschland | Tobias Rees  | SC Freiburg          | 13   |
| 4. | Deutschland | Tobias Weis  | VfB Stuttgart        | 13   |

## Endrunde um die Deutsche A-Junioren-Meisterschaft 2004

### Halbfinale
|                | Gesamt |                      | Hinspiel  | Rückspiel |
| -------------- | ------ | -------------------- | --------- | --------- |
| VfL Bochum     | 7:3    | SpVgg Greuther Fürth | 3:0 (0:0) | 4:3 (1:2) |
| Bayern München | 3:1    | Hannover 96          | 1:0 (0:0) | 2:1 (1:0) |

### Finale
Das Finale fand am 27. Juni 2004 in Unterhaching statt.
| Paarung           | FC Bayern München – VfL Bochum |
| Ergebnis          | 3:0 (2:0) |
| Datum             | 27. Juni 2004 |
| Stadion           | Sportpark Unterhaching, Unterhaching |
| Zuschauer         | 3.500 |
| Schiedsrichter    | Uwe Kemmling (Burgwedel) |
| Tore              | 1:0 Ottl (19.) 2:0 Semler (29.) 3:0 Thomik (59.) |
| FC Bayern München | Johannes Höcker – Philipp Rehm, Jan Mauersberger, Georg Niedermeier, Michael Stegmayer – Paul Thomik, Andreas Ottl (90. Rainer Storhas), Timo Heinze, José Luis Ortiz (60. Fabian Müller) – Borut Semler (75. Sebastian Heidinger), Markus Steinhöfer (83. Marijan Holjevac) Cheftrainer: Kurt Niedermayer |
| VfL Bochum        | Polat Keser – Norman Bär, Thorsten Barg (62. Dennis Yılmaz), Marvin Matip, Hendrik Könemann – Dilaver Güçlü (85. Volkan Moğultay), Daniel Gordon, Suri Uçar (62. Fatlum Zaskoku), Dennis Grote – Ersan Tekkan (75. Haluk Türkeri) – Mustafa Kučuković Cheftrainer: Sascha Lewandowski                      |